# Résolution 1441 du Conseil de sécurité des Nations unies
Membres permanents
- Chine
- États-Unis
- France
- Royaume-Uni
- Russie

Membres non permanents
- Bulgarie
- Cameroun
- Colombie
- Guinée
- Irlande
- Mexique
- Maurice
- Norvège
- Singapour
- Syrie

Résolution no 1440 Résolution no 1442
La résolution 1441 est une résolution du Conseil de sécurité des Nations unies portant sur le désarmement de l'Irak de Saddam Hussein. Elle a été adoptée à l’unanimité pendant la 4644e séance du conseil, le 8 novembre 2002, à l’issue de près de deux mois de discussions. Le débat a longuement porté sur la qualification des sanctions encourues par l’Irak en cas de non-coopération partielle ou totale. Pour obtenir cette approbation, les États-Unis ont été contraints de renoncer à l’expression « par tous les moyens possibles », qui désigne le recours automatique à la force. La France et la Russie lui ont substitué l’expression « graves conséquences », qui laisse au Conseil la liberté d’apprécier les suites à apporter à un éventuel rapport négatif des inspecteurs en désarmement.
Contestée dans ses résultats par les États-Unis cette résolution fait l'objet d'une vibrante défense dans le Discours de Dominique de Villepin aux Nations unies, qui convaincra le Conseil des Nations-Unies de ne pas voter d'intervention militaire en Irak, laissant cette responsabilité aux Américains, isolés et sans légitimité internationale. 

## Texte
- Résolution 1441 Sur fr.wikisource.org
- Résolution 1441 Sur en.wikisource.org